# La-11战斗机

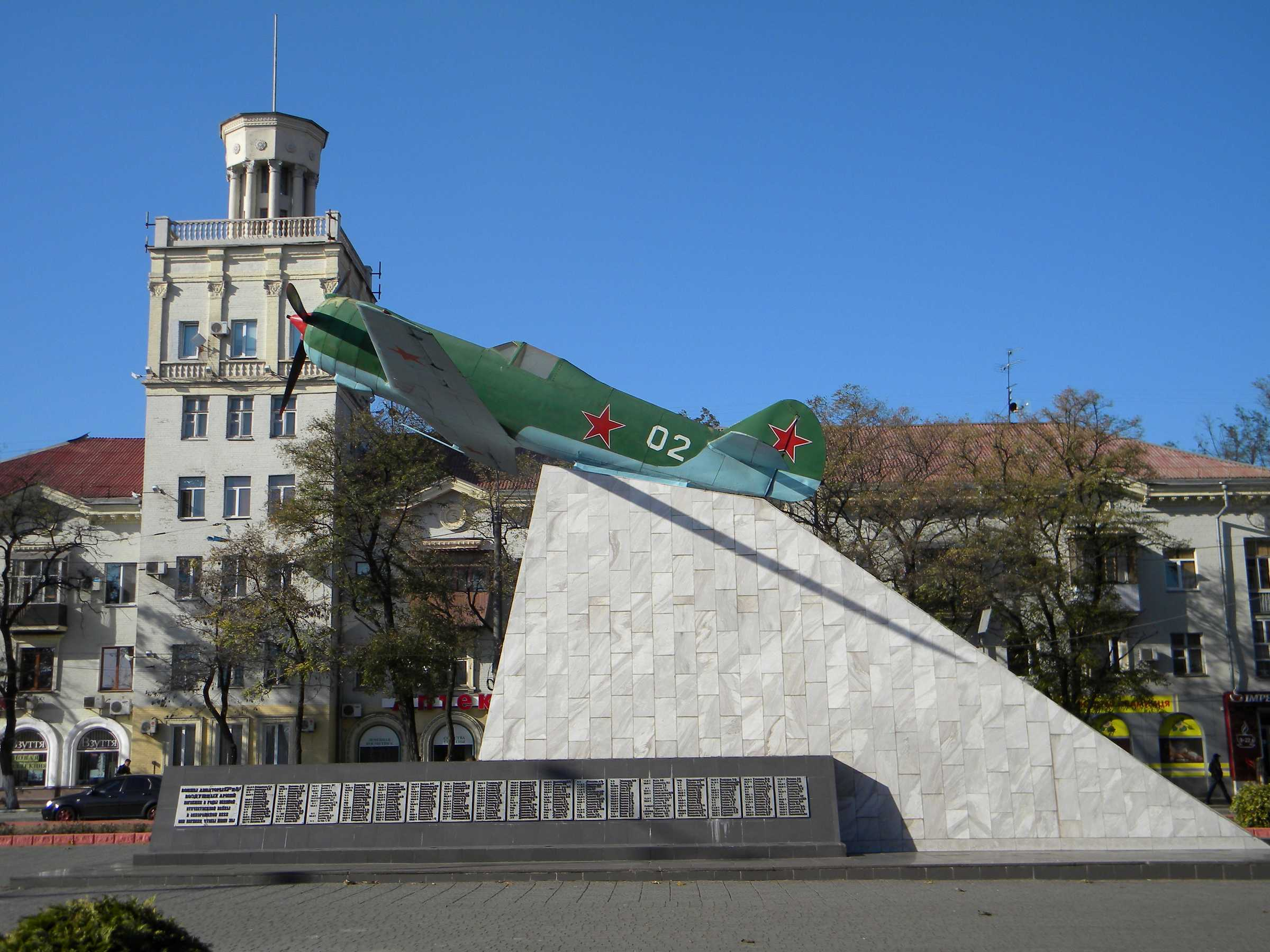
La-11戰鬥機

La-11（北约命名为“犬齿”Fang），是苏联拉沃奇金设计局二战后设计的远程活塞式护航战斗机，也是蘇聯的末代螺旋槳戰鬥機。

## 設計
1947年5月原型机首飞。从1947年到1951年苏联共制造了1,182架。拉-11与拉-9的外形尺寸和机体结构都基本相同，包括其機翼橫切面都是層流翼形，主要改进是增大了机内燃油储量而令其航程由1,730公里增加至2,235公里，其機頭右邊減少了一支機炮而成為三支機炮武裝，這成了La-11和La-9在外形上的分別。

## 實戰
在1950年到1953年，163架La-11装备了中国人民志愿空军，并参加了朝鲜战争空战，主要为图-2轟炸機护航去轟炸大和島，其中志願軍空軍飛行員王天保駕駛La-11成功擊傷美國空軍3架F-86戰鬥機。
1954年到1955年，中国人民解放军空军的La-11战斗机参加了浙东沿海制空权的争夺战斗並曾擊落中華民國空軍美製P-51戰鬥機。
1954年7月23日，國泰航空的一架DC-4「空中霸王」客機於海南島三亞以東的公海上空遭兩架中國人民解放軍空軍La-11戰機擊落，此謂國泰空中霸王遭擊落事故。
1954年7月26日上午10时05分，美国海军航空兵与中国人民解放军空军29师在海南岛东部海域发生空战，两架La-11被美军击落。
中国人民解放军空军的La-11飞机在1966年全部退役。

## 基本資料
基本信息
- 机组：1

性能
武器

- 3×23毫米NS-23航炮，75发／门

## 使用國家
- 苏联
- 中华人民共和国
- 朝鮮民主主義人民共和國
- 印度尼西亞